# チャトゥチャック駅
チャトゥチャック駅（チャトゥチャックえき、タイ語:สถานีจตุจักร）はタイのバンコク都チャトゥチャック区にある、タイ国有鉄道（SRT）■ダークレッドラインの駅。駅番号はRN02。当項では近隣に既設である北本線ニコムロットファイ11 km停車場(นิคมรถไฟ กม.11)についても併記する。

## 概要
2021年のダークレッドライン開業と同時に供用開始した新駅である。レッドライン計画の原型であるホープウェル計画の段階では計画されていなかった。
在来線である北本線ニコムロットファイ11 km停車場の近傍に位置する。この停車場は、ダークレッドライン開業後も引き続き供用されている(2022年7月現在)。
沿線道路を経由して両駅間の移動が可能であるが、接続は考慮されていない。

## 歴史
タイ最初の官営鉄道であるクルンテープ駅-アユタヤ駅間が1897年3月26日に開業したが、当初は中間駅が存在しなかった。停車場が開設された時期は不明である。
- 2021年
  - 8月2日 - ダークレッドラインバーンスー - ランシット間で無料運行開始[3]、同時に供用開始。
  - 11月29日 - 正式開業[4]

## 駅構造

### 高架駅
相対式ホーム2面2線を有する高架駅である。北本線及び東北本線の線路がホーム間にあるが、全列車が当駅を通過するためホームは設けられていない。

### 旧停車場
地上本線の停車場には駅の存在を思わせる設備はほとんど存在せず、線路わきに並べられただけの踏板がホームの役割を果たす。

### のりば
| 番線      | 路線                           | 行先                             |
| --------- | ------------------------------ | -------------------------------- |
| 1         | ダークレッドライン             | ランシット方面                   |
| 通過線2線 | 北本線、東北本線の中長距離列車 | 北本線、東北本線の中長距離列車   |
| 2         | ダークレッドライン             | クルンテープ・アピワット中央方面 |

## 配線
前述の通り、高架部は本線が中央寄りの方向別複々線となっている。
旧停車場がある地上本線の東側には、地上の車両基地を出庫した列車が高架線に入線（あるいはその逆）するために設けられた側線が並行する。クルンテープ・アピワット中央駅、またはワット・サミアンナーリー駅への入線が可能であるが、いずれにしても地上本線を経由する形となる。
将来はこれらに加え、エアポート・レール・リンク延伸区間の高架複々線が当駅東側に建設される見込みであるが、駅設備の設置予定はない。

## 駅周辺
当駅の南側には、ダークレッドラインの車両基地が設置されている。
地上の平行在来線（北本線、東北本線）を連絡通路で越えた東側には大通り（カムペーンペット2通り）があり、路線バスが運行される。
駅の北側にはラッチャダーピセーク通り、南側にはシラット高速道路が東西に走り、どちらも在来線と高架線の間を抜けるように交差している。
- 北バスターミナル（Mo Chit Mai）[注釈 4]

## 隣の駅
タイ国有鉄道
 ダークレッドライン
クルンテープ・アピワット中央駅 (RN01) - チャトゥチャック駅 (RN02) - ワット・サミアンナーリー駅 (RN03)